# 迪米特里·库茨
迪米特里·库茨（Dmitry Kuts，1969年3月17日—），是一名俄罗斯足球守门员。
库茨1994年从圣彼得堡的业余球队斯密纳加盟中国甲A联赛上海申花，成为中国足球最早的外援门将之一。不过库茨第一次出场，球队就在主场以1-6惨败给广州太阳神，不但差点导致主教练徐根宝下课，而且也就此结束了库茨在中国的旅程。不过，申花次年继续从同一家俱乐部请来的门将高佳却又大获成功。